# Mallada darwini
Mallada darwini är en insektsart som först beskrevs av Banks 1940.  Mallada darwini ingår i släktet Mallada och familjen guldögonsländor. Inga underarter finns listade i Catalogue of Life.